# 公家町

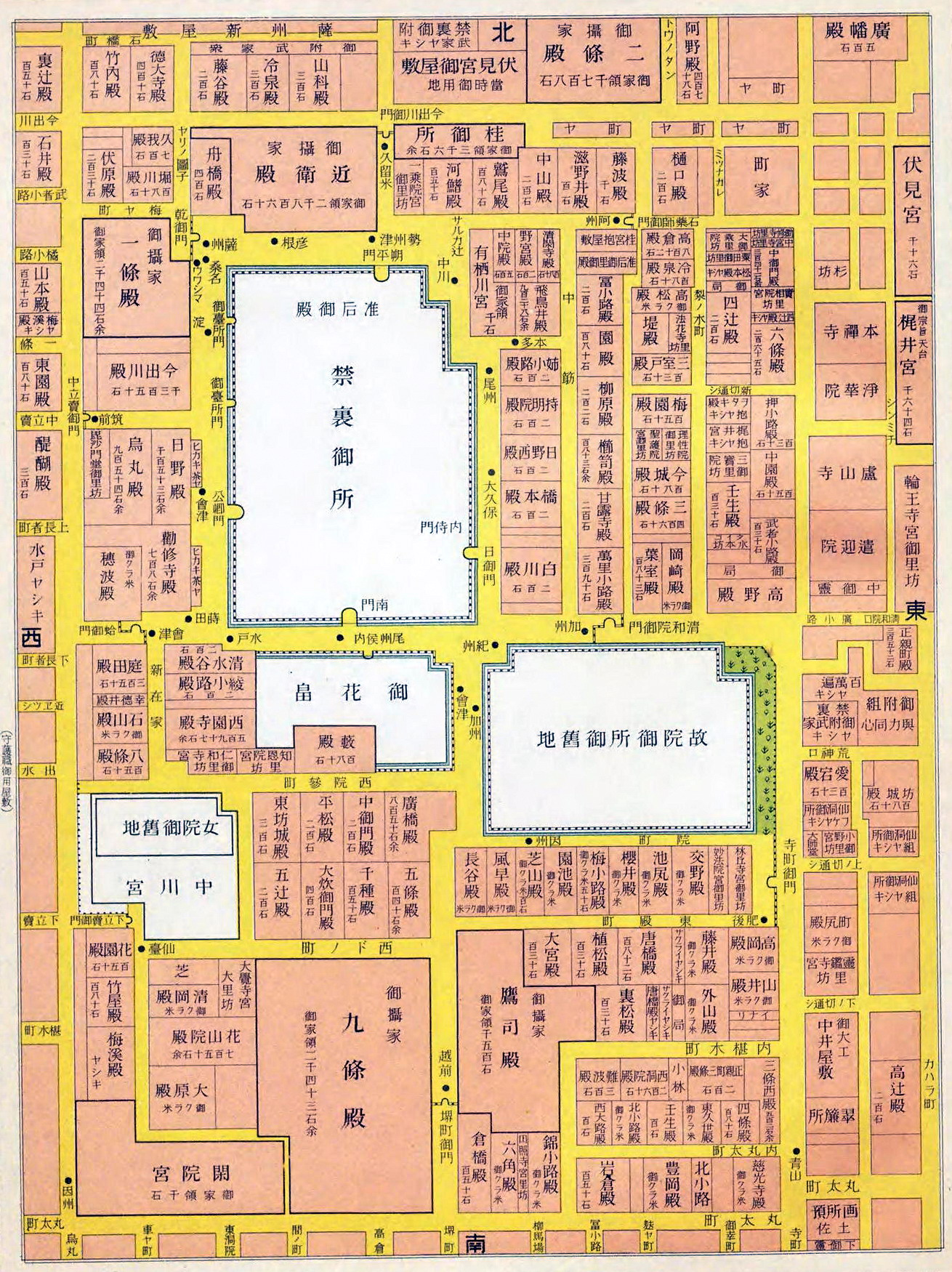
幕末期の公家町

公家町（くげまち）とは、近世の京都にあった内裏（土御門東洞院殿・京都御所）周辺に設けられた公家の居住空間。現在の京都御苑およびその周辺部にあたる。

## 公家町の成立
古代の都城においては、天皇の居住空間である内裏の周辺に官司や関連施設を配置して周囲を囲み大内裏を形成していたが、中世に入ると平安京の内裏は荒廃し、代わりに里内裏を用いるようになり、南北朝時代にはそのうちの1つである土御門東洞院殿が内裏として固定化された。土御門東洞院殿の周囲には官司も更なる外周を囲む郭などは存在しなかったが、内裏の周囲1町四方（面積にして3町四方分）、一条大路・万里小路・鷹司小路・烏丸小路に囲まれた地域を大内裏の区域に見立てて「陣中」と称して、牛車宣旨の無い者の乗り物での通行を官民問わずに禁じるなど大内裏の内部に準じた規制を行った。
通説では内裏の周辺に公家を集住させる計画、すなわち公家町の設置は豊臣秀吉の京都改造に伴って行われたと言われている。しかし、実際には織田政権の下で正親町天皇の譲位と仙洞御所の造営が検討されていた頃から存在していた構想であり、天正3年（1575年）に織田信長は正親町天皇に内裏の東側と南側に摂関家以下の公家を集住させる構想を披露して、天皇もこれを同意している（『御湯殿上日記』天正3年7月13日条）。豊臣政権の下で実際に行われた公家の集住も天正13年（1585年）の正親町上皇の仙洞御所の造営と並行して開始され、秀吉の関白就任後に政庁としての聚楽第の造営に続く寺町の形成・御土居の建設・天正地割などのつながっていく京都改造の流れよりも前に位置づけられるもので、むしろ豊臣政権の成立過程で行われた朝廷工作の1つであったとみられている。その先駆けとして、天正13年の秋には近衛家の邸宅が上立売から今出川に移転されている。後に秀吉が関白に就任したことで、公家の集住政策には公家が朝廷に勤仕する姿の可視化の効果も期待されるようになる。続いて、天正18年（1590年）に八条宮家の創設が決定されると、内裏の北側に宮邸を造営するために同地域に居住する公家たちの移転とそのための内裏の東側に公家の集住地域を設けた。なお、この地区は既に織田政権の頃には京都市中の荒廃によって畠や空地になっていたために公家の集住先の候補に挙げられており、かつて織田信長が京都御馬揃えを行った場所でもあった。また、内裏の周囲、かつて陣中と称せられた地域をほぼ囲い込むように内裏を守る惣構が構築されているが、京都市中に御土居が構築された時期と重なるためにこの時期に行われた可能性が高い（少なくても慶長年間には既に惣構は存在しており、関ヶ原の戦いの前哨戦となった伏見城の攻防の時には惣構の惣門が閉じられている）。また、秀吉は慶長2年（1597年）に聚楽第に代わる施設として、内裏の東南に京の城（京都新城）を造営しているが、高台院の居宅となり、後にその跡地に後水尾上皇の仙洞御所が造営された。
江戸幕府も基本的には豊臣政権の方針を引き継ぎ、慶長10年（1605年）の内裏改築、慶長16年（1611年）の後陽成上皇の仙洞御所造営と共に、対象地にあった公家屋敷・寺院・町家の上地と移転を進め、公家の集住地区が更に東側に広がった（この頃まで、公家の集住が進められている中でも武家や町人の住居が混在していた）。更に従来の惣構を拡張する形で新たな惣構が設けられ、惣構の内側――すなわり、公家町の面積が広げられることになった。惣構の拡大は寛永年間にはほぼ完了し、寺町通・烏丸通・北土御門通・相国寺石橋南町筋に囲まれた範囲が固定化された。公家の集住地域が陣中の外側に広げられ、更にその外側を惣構が囲まれたことにより、陣石と呼ばれる目印は置かれていたものの架空の概念に近い存在であった陣中に代わって惣構とそれに付属する惣門が内裏を囲う外郭と認識されて「惣門之内」と称せられた。そして、遅くても万治年間までには戦国的な名残を残す惣構は「築地」と呼ばれるようになり、「惣門之内」から「築地之内」と呼ばれるようになり、「築地之内」が公家町の別称として定着する。承応2年（1653年）の火災で内裏が焼失し、その後も度々公家町は火災に見舞われた。そして、宝永5年（1708年）の火災で内裏や仙洞御所を含めた公家町のほぼ全域が焼失したのを機に公家町の内部に道を通すとともに一部の公家屋敷を惣構（築地）の南隣に移転させて事実上の「築地之内」への編入を行う（火除地用の空地を含めると、公家町自体は丸太町通まで南へ拡がることになる）など大改造を行った（なお、南側に広げた背景には北側は相国寺の敷地と隣接してこれ以上の拡大が不可能であったことが挙げられる）。寺町通・烏丸通・丸太町通・今出川通に囲まれた明治以降の京都御苑に繋がる公家町の範囲がこの時点で確立したと言える（なお、寺町通の東側の一部などはその後も収容しきれなかった公家屋敷が配置されている）。

## 公家町の実像
もっとも、織田政権・豊臣政権・徳川政権（江戸幕府）が公家たちを集住させることで公家町という閉鎖的な空間に閉じ込めていたというのは事実ではない。というよりも、実際には公家町に住めなかった公家が大勢いたのである。
関ヶ原の戦い直後、徳川家康は先に家康の計らいで勅勘を解かれて京都帰還を許された山科家・冷泉家・四条家の屋敷を公家町の北側に与えた。これは西軍について滅亡した大谷吉継の母（東殿）や原勝胤などの旧屋敷地を接収したものであった。これは公家町の中に既に新たな屋敷地を確保できなくなったことが背景にあったとされる（なお、これらの屋敷は慶長の公家町拡大の際に新たな区画に再移転している）。
その後、慶長年間から寛永年間にかけて公家町を拡大しているものの、それ以上に新家の創設が多かった。豊臣政権下の文禄年間から寛永年間にかけて50もの新家が創設されたものの、その2/3にあたる33家が築地之内、すなわち公家町に屋敷を持つことが出来なかった（当時の絵図からは公家町のうち御所を除いた屋敷地の7割近くが皇族・摂家・清華家・旧家で占められている）。また、公家町の内側に屋敷が持てた新家は寛永年間当時院政を行っていた後水尾上皇の院参衆などに限られた（寛永7年（1630年）に後水尾上皇の仙洞御所が完成した際に御所の南側に院の後宮や皇女の邸宅が造営されるとともに院参衆への屋敷地の拝領が行われた）。
このため、公家町に住めなかった公家は天皇や院（実際の手続は京都所司代）から屋敷地を拝領するか、他の公家が何らかの事情で屋敷地を手放さない限りは、親族の屋敷に同居するか、公家町に近い町人地で土地を購入して屋敷を建てるか、借家をするしかなかったのである。更に公家町に屋敷地を所有していても、経済的な問題から他の公家に屋敷地を売却して築地の外で借家暮らしをする公家も存在していた。特に近世になってから朝廷運営の必要上行われた新家の創設に対し、知行地や屋敷地の割り当ては遅れていた。
また、縁戚に大名がいて経済的な援助を受けられる家とこうした援助が望めず知行地からの収入が頼りの家では火災などによって屋敷が失われた時の対応に大きく差が出ており、享保年間になると、大名の縁戚を持つ公家が家格に合わない豪華な屋敷を造営して幕府が規制に乗り出す一方、築地之内に屋敷地を持つ公家が火災で焼けた屋敷の再建を諦めて町人地に住んでしまったために空洞化が進んでいる状況に対応するために幕府が空洞化した屋敷地の上地を計画するものの、公家間の売買による屋敷地の権利移転を朝廷も幕府も把握していなかったために、上地の対象地が確定できずに失敗するという事態も生じている。
幕府は公家の居住に関しては家業との関係で知行地に住まざるを得ない家は例外として、朝廷への勤仕との関連から公家町またはその周辺に居住するのが望ましいとする考えであったため、京都所司代は京都で大火が発生してその後に土地整理の問題が発生した時などに武家伝奏と相談しながら、公家町周辺にある寺院や町人の住む土地を上地して事実上の公家町への編入を行う形で公家町やその周辺に屋敷地を持たない公家に新たな屋敷地が拝領できるように動くなどの対応を取った（実際、万治4年（1661年）の火災で焼けた伏見宮家と二条家は築地の外側である今出川通の北側に移転している）。その一方で、穢れとの関係で寺院や墓地の跡地や近隣の屋敷地を望まない公家が多かったため、幕府もその主張を認めて屋敷地の変更や土の入れ替え工事の実施などを行うなどの必要があった。しかも、公家町に公家屋敷が密集し過ぎて火除地の不足や通路の狭さを招いて火災に弱いためにそれらを広げる措置にも乗り出さなければならないなど解決しなければならない問題も多く、全ての公家を公家町とその周辺に集住させる方針を達成させることは出来なかった。そのため、公家町やその周辺に居住できない公家は京都市中であれば居住が認められていたが、その一方で公家屋敷は京都町奉行の管轄下ではないので事件があった時に奉行所の役人が立ち入ることが出来ず、犯罪者の捜査などに支障が生じた。また、公家の風紀の乱れを危惧する意見や町人地が負っていた町役を公家が負うことは無かったので住民と公家の間でトラブルも生じていた（ただし、公家の家臣が代理で町役を務めた事例や金銭などの形で町役の負担を条件に町側が居住を容認した事例もある）。このため、京都所司代は元禄7年（1694年）以降、公家が町人地に居住する場合には届け出の義務を課し、続いて享保6年（1721年）には公家衆は拝領した屋敷に定住すること、拝領地・拝借地・買得地を問わず土地の交換を行う（相対替）をする場合には武家伝奏を通じて所司代の許可を得ることとする規制を課しているが、そもそもの話として土地が確保できないために公家町に公家を集住させる方針を達成できない以上、公家の町人地居住を禁止するようなそれ以上の規制は困難であった。